# Eenrum

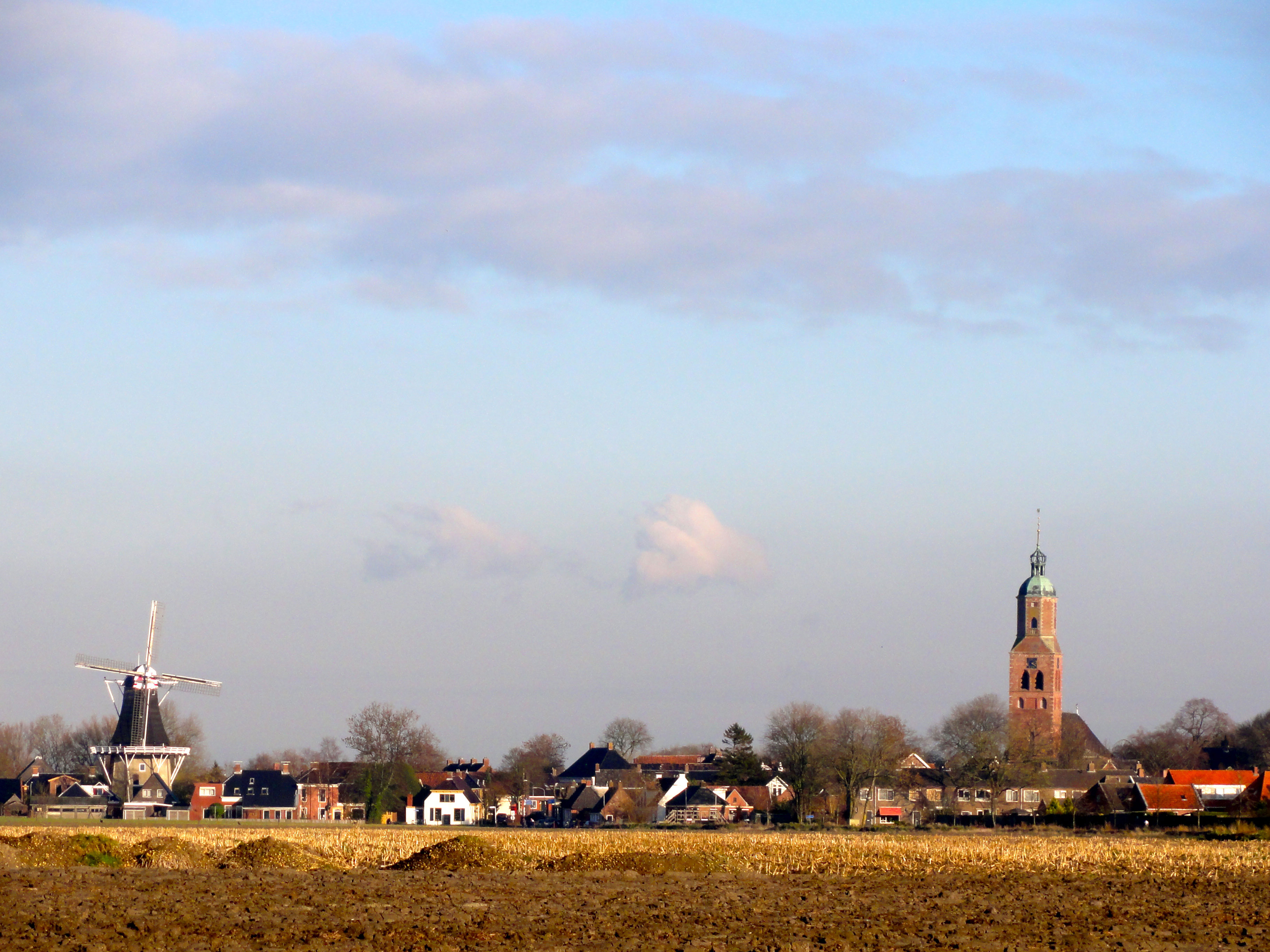
Zicht op Eenrum.

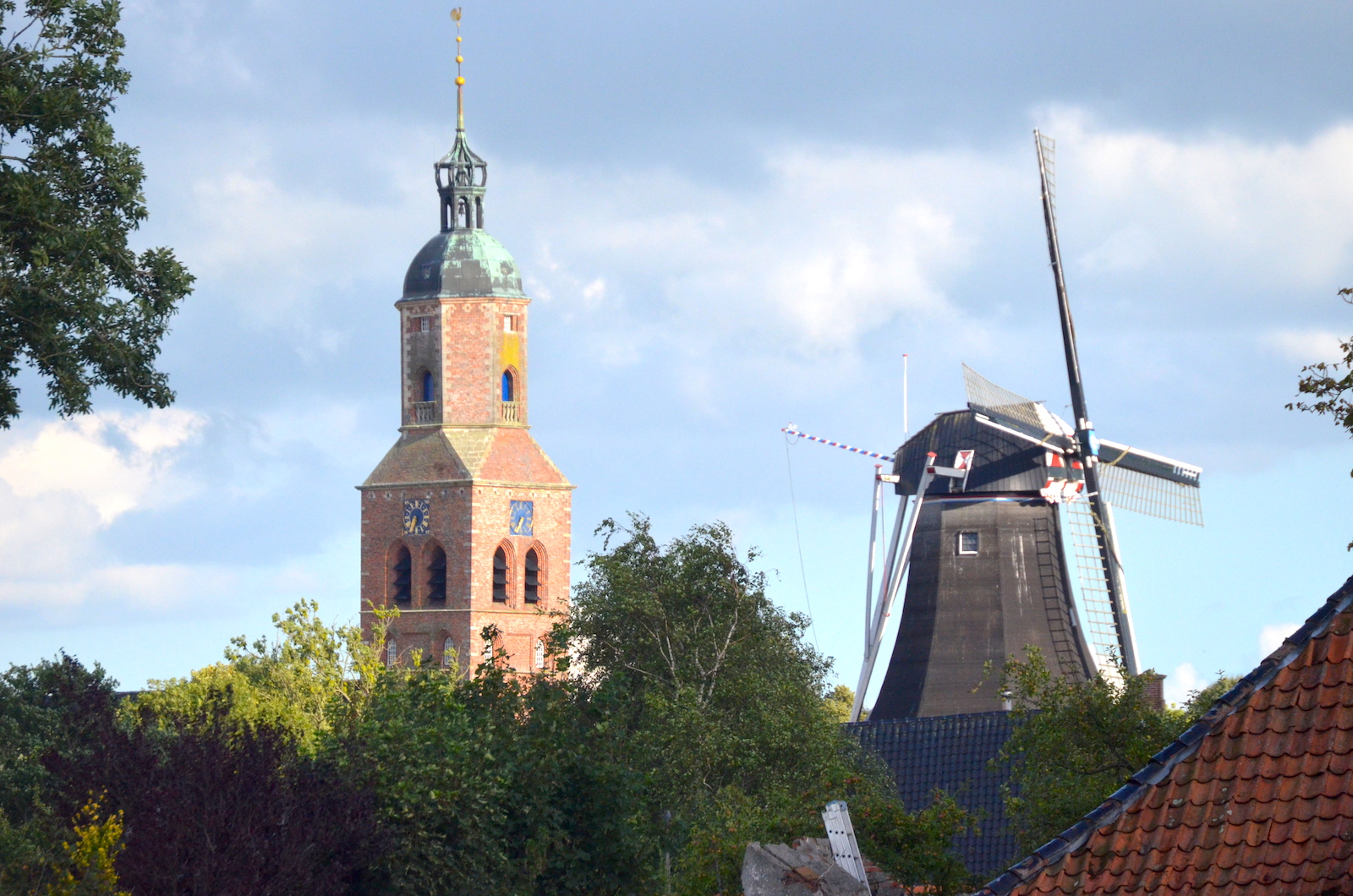
Zicht op Kerktoren en Molen te Eenrum.

Eenrum (Gronings: Ainrom) is een wierdedorp in de gemeente Het Hogeland in de Nederlandse provincie Groningen.
Eenrum ligt op het Hogeland van Groningen, aan het einde van het Eenrumermaar. Ten oosten van het dorp stroomt het Kanaal Baflo-Mensingeweer.
Tot 1990 was het dorp de hoofdplaats van de gelijknamige gemeente. In dat jaar werd het samengevoegd met de gemeenten Leens, Ulrum en Kloosterburen tot de gemeente Ulrum, in 1992 De Marne genoemd.  Het dorp is een beschermd dorpsgezicht (met uitbreiding).
Het aantal inwoners van het dorp per 1 januari 2023 is onbekend, omdat het CBS de BAG-woonplaats "Eenrum", niet als zodanig afgebakende wijk/buurt heeft ingedeeld. Voor het CBS maakt de BAG-woonplaats Kantens onderdeel uit van de buurt "Eenrum" en de buurt "Buitengebied Oude Land", welke een veel groter gebied omvat dan enkel de plaats Eenrum. De buurt Eenrum (de dorpskom) telt 1.390 inwoners (1 januari 2023). 

## Voormalige gemeente
Tot 1990 bestond de gemeente Eenrum naast het hoofddorp uit de dorpen, gehuchten en buurtschappen: Broek, Kaakhorn, Oudedijk, Pieterburen, Westernieland en Wierhuizen.

## Bezienswaardigheden
- De kerk uit de 13e eeuw die gedeeltelijk uit tufsteen is opgetrokken. Op 24 mei 1873 sloeg de bliksem in in de kerktoren. Met vereende krachten wisten de Eenrumers de brand te blussen.
- De korenmolen (voorheen tevens pelmolen) genaamd De Lelie, gebouwd in 1862 en thans als bakkerijmuseum en bezoekersmolen in gebruik, bediend door vrijwillige molenaars.
- Het mosterdmuseum
- De laatste klompenmakerij van de provincie Groningen, bekend van de zogenaamde tripjes of tripklompen
- De restanten van de Lutje Meuln, een achtkante koren- en pelmolen in de Molenstraat die in 1956 grotendeels afgebroken is. Deze molen dateerde uit 1737 en was de oudste koren- en pelmolen in de provincie.
- Het kleinste hotel ter wereld, Hotel De Kromme Raake.
- Arboretum Notoarestoen.

In Eenrum wordt sinds 1947 een jaarlijkse nationale motorcross gehouden.

## Omgeving
Eenrum ligt grotendeels te midden van akkers en weilanden. Aan de rand van het dorp bevindt zich een arboretum. Deze tuin is het levenswerk van notaris Smit uit Eenrum, vandaar de naam 'Notoarestoen': Gronings voor 'tuin van de notaris'. De plantencollectie in de Notoarestoen bestaat uit 400 uitheemse bomen en 600 soorten rododendrons. In 2018 bestaat Notoarestoen 50 jaar. Direct naast het arboretum, in het Eenrumerbos, groeien 4 soorten wilde orchideeën, tevens zijn er ijsvogels gesignaleerd. Er is een paddenpoel en in de zomermaanden wordt een deel van het bos begraasd door Groninger blaarkoppen. In de omgeving leven vossen en reeën.
Voor wandelaars die het Pieterpad lopen en die zijn gestart in Pieterburen is Eenrum het eerste dorp waar men doorheen komt. Men wandelt het dorp binnen via het Oosterbos.

## Geboren in Eenrum
- Eisso Metelerkamp (1756-1813), advocaat, rechtsgeleerde en vooraanstaand patriot
- Onne Hazekamp (1764-1813), burgemeester van Eenrum tussen 1812 en 1813
- Jannes Hazekamp (1766-1826), burgemeester van Eenrum tussen 1813 en 1826
- Evert Reenders (1772-1829), eerste burgemeester van Eenrum tussen 1811 en 1812
- Luitje Wiersum (1863-1945), burgemeester van Eenrum tussen 1909 en 1939
- Berend van der Veen Czn. (1891-1987), industrieel en voorvechter van monumenten
- Marianne Hofstee-van Hoorn (?), burgemeester en bestuurder
- Peter Cannegieter (1941), bestuurder
- Martin Zijlstra (1944-2014), politicus
- Arjo Klamer (1953), columnist, econoom en publicist
- Seth Kamphuijs (1977), acteur en voormalig VJ
- Jozua Douglas (1977), schrijver
- Lammert Voos (1962), schrijver en dichter

## Woonachtig in Eenrum
- Ru Clevering (1914-2013), bestuurder en landbouwer
- Bart FM Droog (1966), dichter
- Kasper Peters (1973), dichter
- Fieke Gosselaar (1984), dichteres en schrijfster

## Zie ook

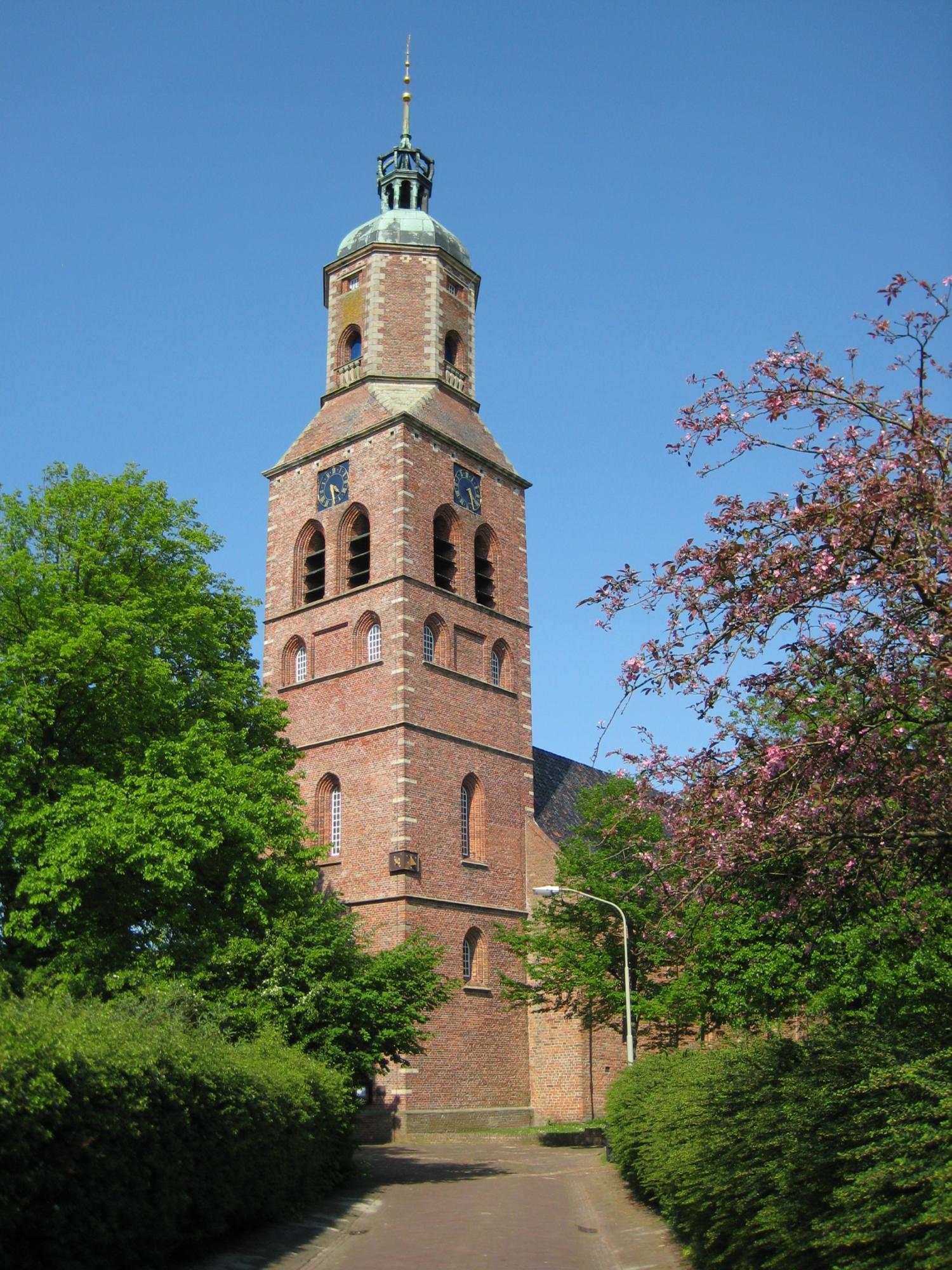
De kerk van Eenrum (2008)
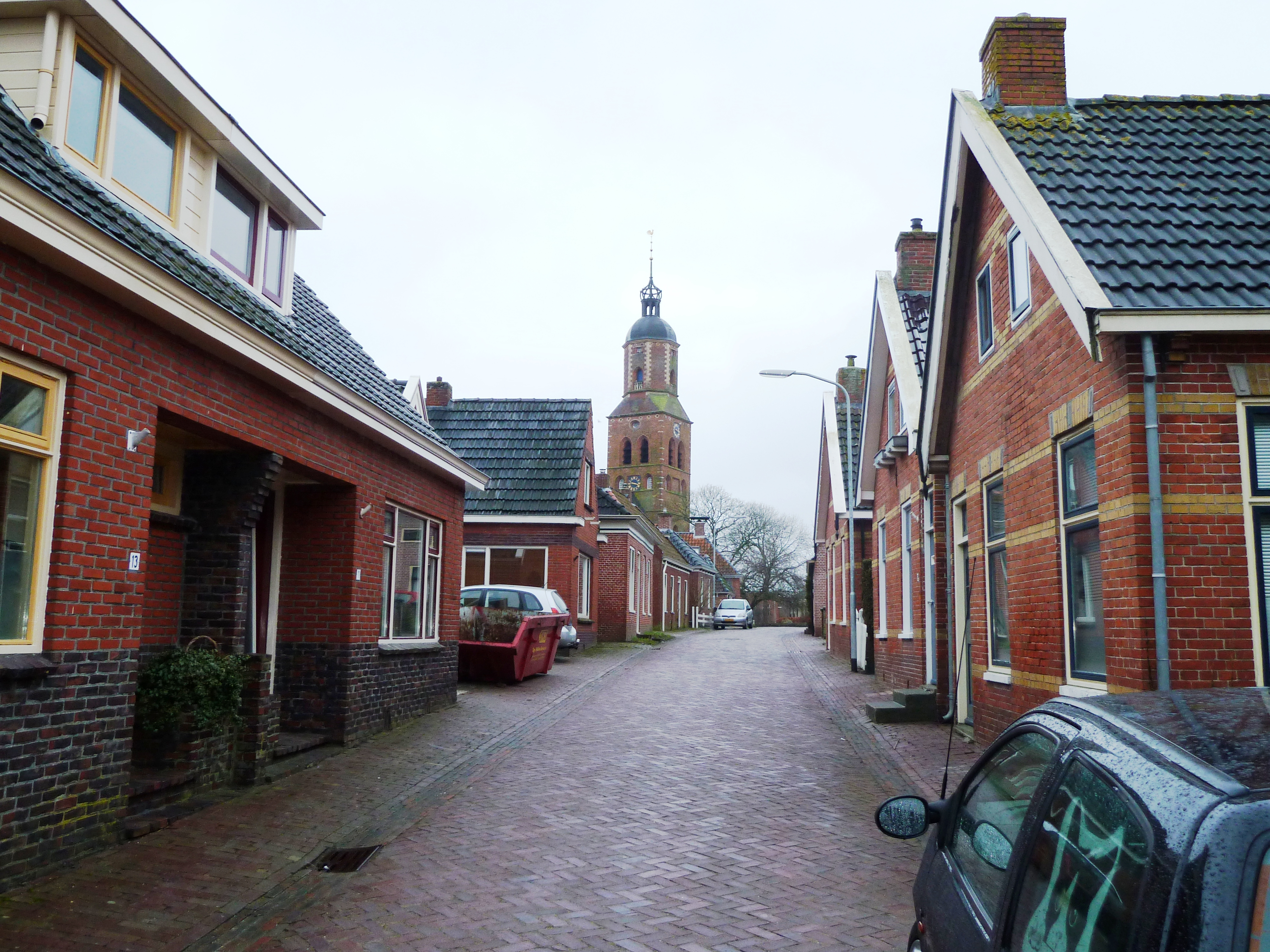
Oranjestraat
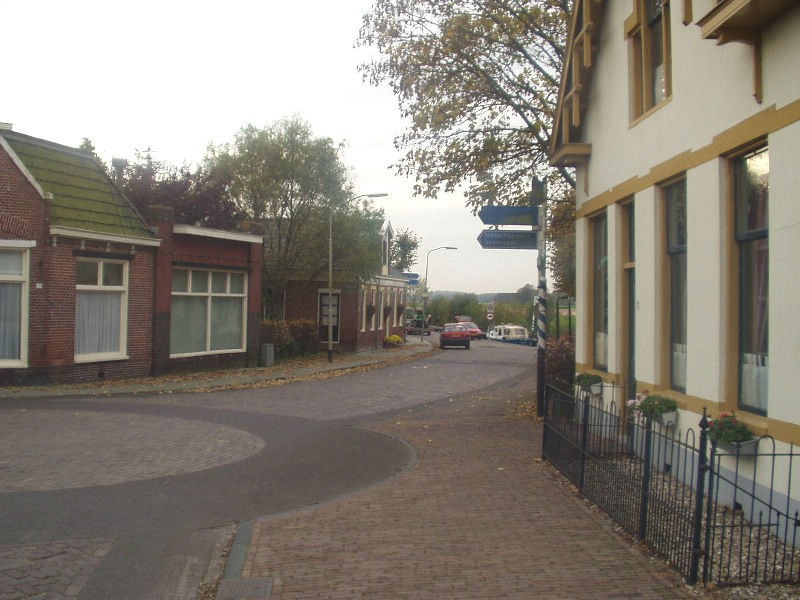
Dorpsstraat
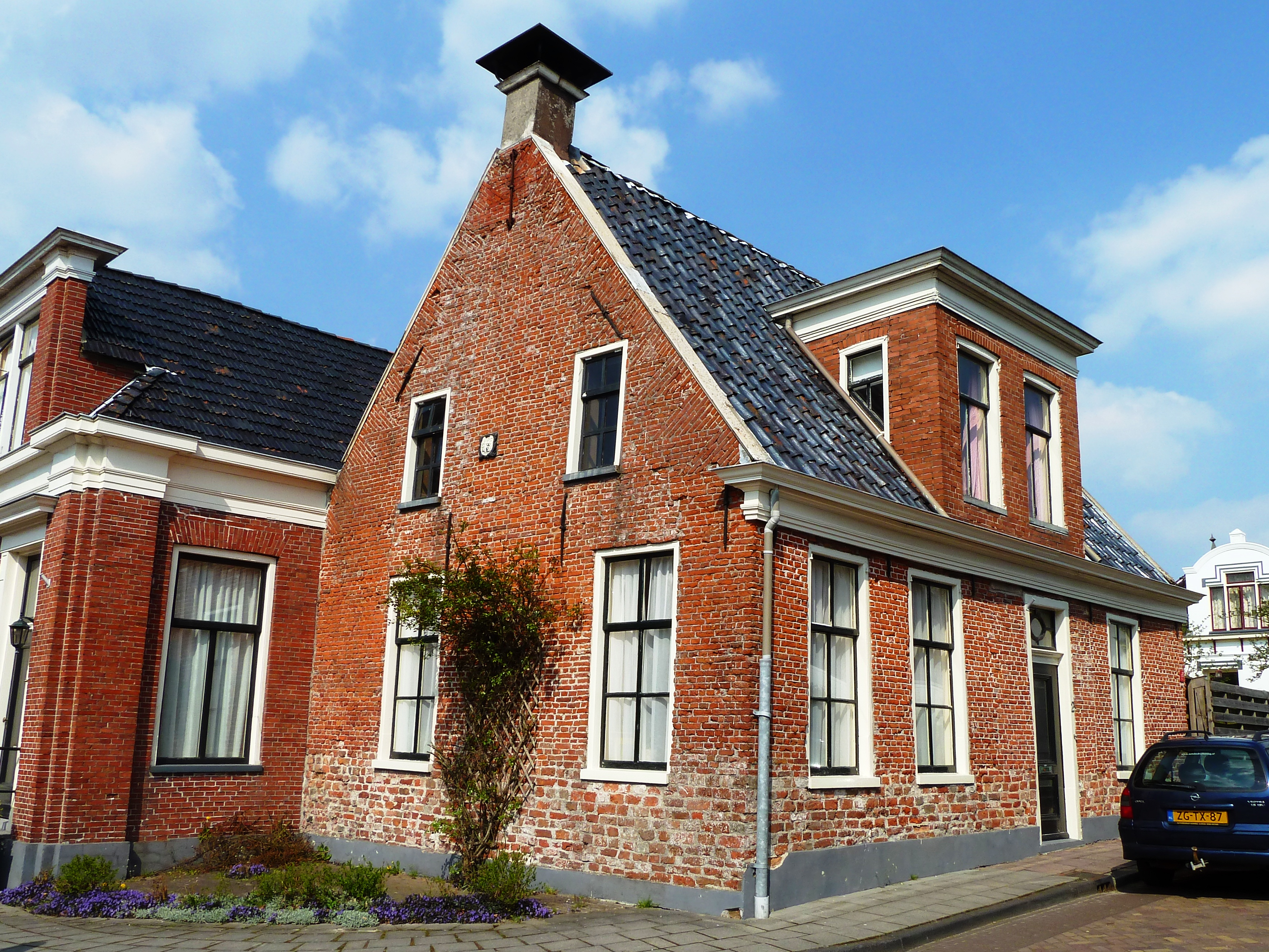
Hoogstraat 2
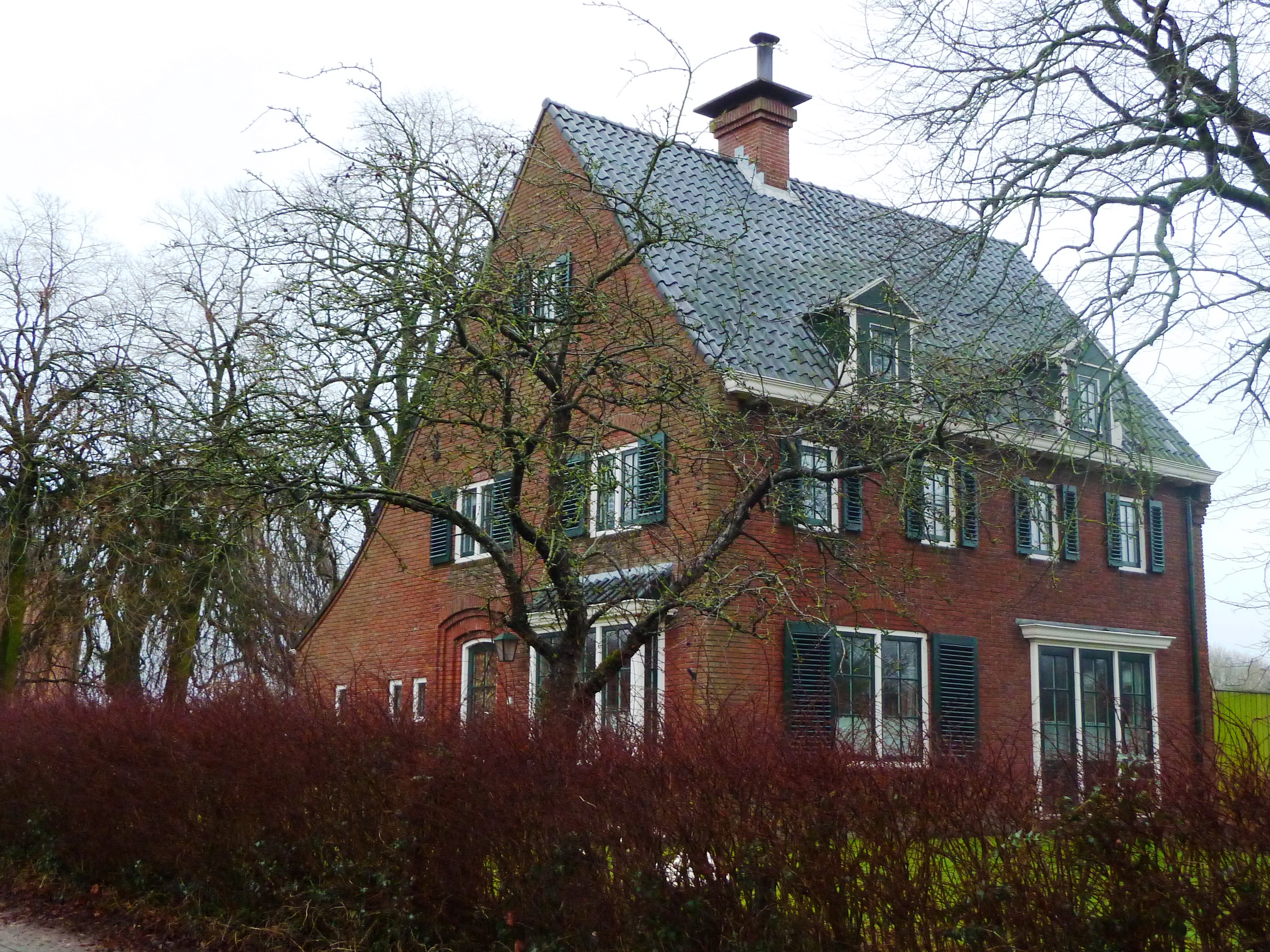
Pastorie in stijl van Delftse School uit 1938. Zie ook foto van bovenaf.
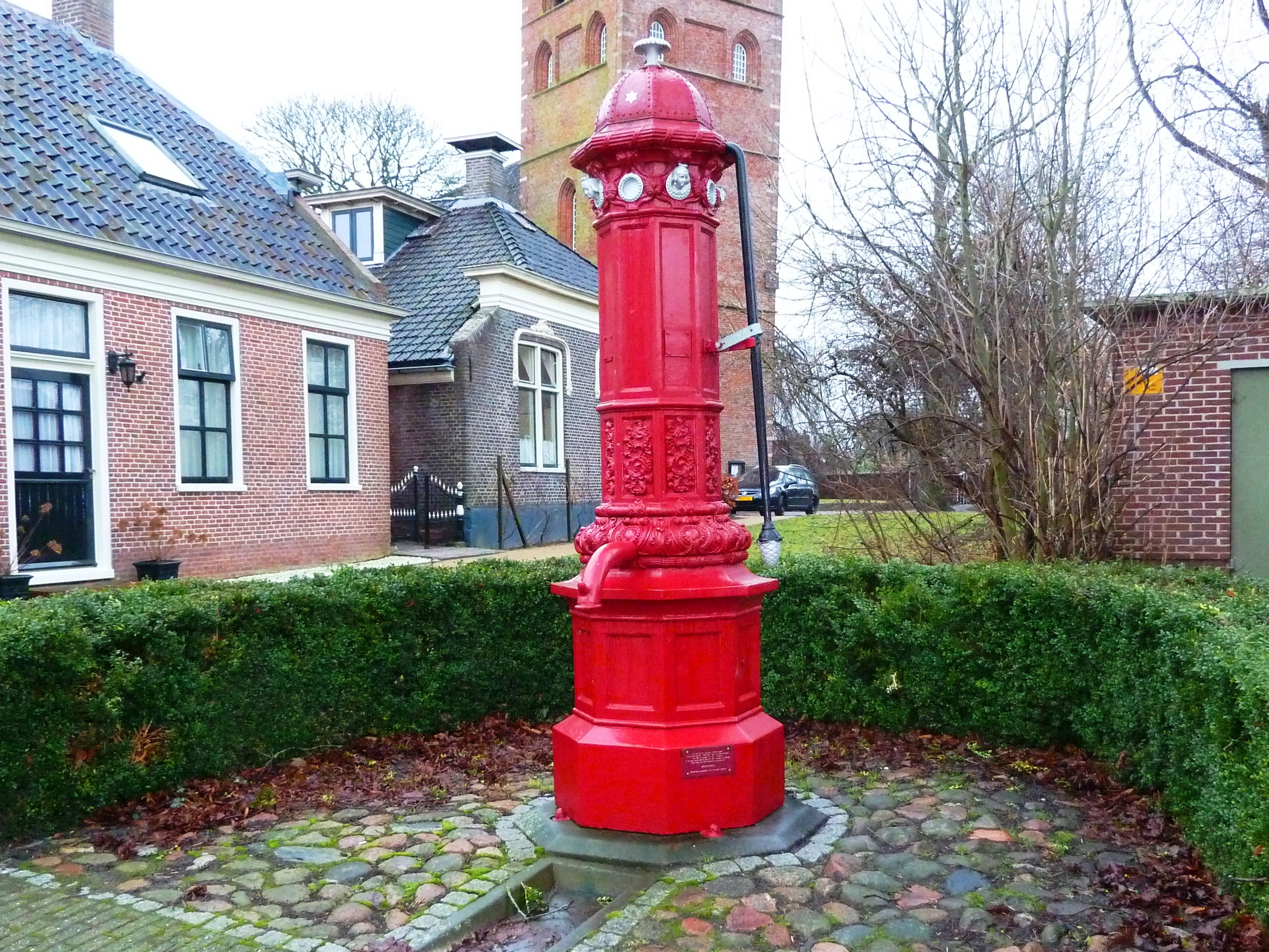
Rode pomp uit 1859 of 1871 gebouwd op een wel
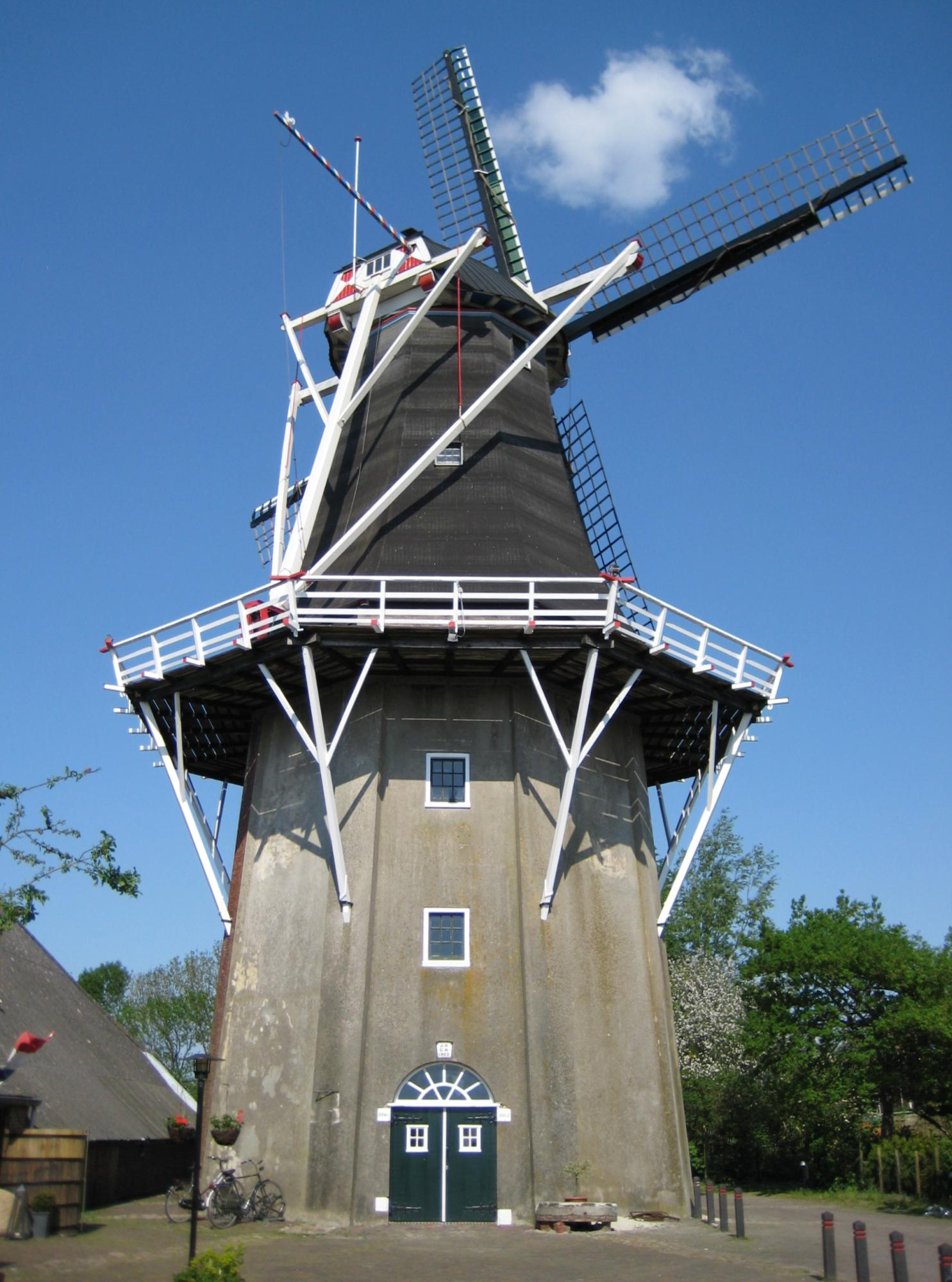
Molen De Lelie
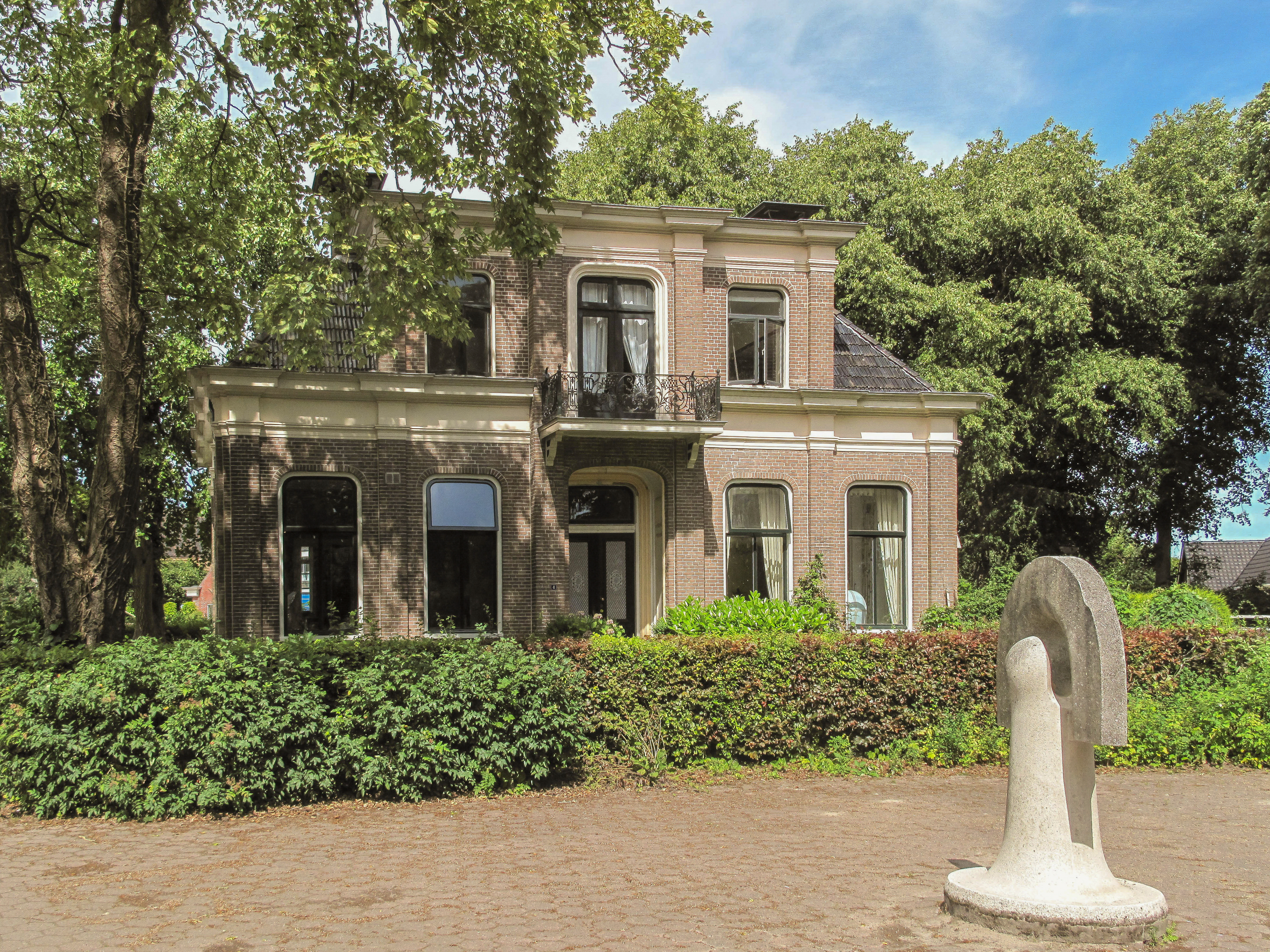
Onderwijzers-kosterswoning